# 韦丁施泰特
韦丁施泰特是德国石勒苏益格－荷尔斯泰因州的一个市镇。总面积17.79平方公里，总人口2259人，其中男性1103人，女性1156人（2011年12月31日），人口密度127人/平方公里。